# George R. R. Martin: Autobiografía literaria
George R.R. Martin Autobiografía Literaria (originalmente llamado Dreamsongs: A RRetrospective) es una recopilación de relatos y novelas cortas  que abarcan toda la carrera de George R.R. Martin.
Fue publicado por primera vez en inglés en el año 2003 por la editorial especializada en libros ilustrados Subterranean Press en un solo volumen titulado GRRM: A Retrospective. Y fue presentado en Toronto para la convención Torcon 3 (la 63.ª Convención mundial de ciencia ficción) donde Martin fue el invitado de honor.
La colección presenta treinta y cuatro escritos de ficción (incluyendo dos guiones de televisión), una introducción de Gardner Dozois, comentarios de Martin para cada etapa de su carrera y una lista de su bibliografía.
El Washington Post llamó a esta colección "el volumen más ambicioso publicado por una editorial estadounidense especializada".
Desde 2006 ha sido reimpreso en varios formatos para el idioma inglés. En el año 2012 la editorial Gigamesh inició la publicación en castellano en tres volúmenes; ese año editó el primer tomo, Luz de estrellas lejanas; en 2013 publicó Híbridos y engendros y en 2015 Un corazón atribulado.

## Contenido

### Edición en inglés
La edición original en inglés está dividida en nueve secciones:
1. A Four-Color Fanboy.
2. The Filthy Pro.
3. The Light of Distant Stars.
4. The Heirs of Turtle Castle.
5. Hybrids and Horrors.
6. A Taste of Tuf.
7. The Siren Song of Hollywood.
8. Doing the Wild Card Shuffle.
9. The Heart in Conflict.

### Edición en español
Para la edición en castellano la editorial Gigamesh tomó tres títulos de las secciones en inglés y los usó para bautizar los tres volúmenes que componen la edición:

#### Luz de estrellas lejanas
Un aficionado a todo color
| # | Título                                | Año  | Nota                                                    |
| - | ------------------------------------- | ---- | ------------------------------------------------------- |
| 1 | "Solo los niños temen a la oscuridad" | 1967 | Escrito para un fanzine en la década de 1960            |
| 2 | "La fortaleza"                        | 2003 | Escrito como trabajo universitario en la década de 1960 |
| 3 | "Y la muerte, su legado"              | 2003 | Escrito en la década de 1960                            |

El asqueroso profesional
| # | Título                      | Año  | Publicación previa                                             |
| - | --------------------------- | ---- | -------------------------------------------------------------- |
| 4 | "El héroe"                  | 1971 | "Una canción para Lya" (1976)                                  |
| 5 | "La salida a San Breta"     | 1972 | "Una canción para Lya" (1976)                                  |
| 6 | "Esa otra clase de soledad" | 1972 | "Una canción para Lya" (1976) / "Retratos de sus hijos" (1987) |
| 7 | "Cuando llega la brumabaja" | 1973 | "Una canción para Lya" (1976) / "Retratos de sus hijos" (1987) |

Luz de estrellas lejanas
| #  | Título                                     | Año  | Publicación previa                                                                              |
| -- | ------------------------------------------ | ---- | ----------------------------------------------------------------------------------------------- |
| 8  | "Una canción para Lya"                     | 1974 | "Una canción para Lya" (1976) / "Nómadas nocturnos” (1985)                                      |
| 9  | "Esta torre de cenizas"                    | 1976 | "Analog Annual" (1976) / "Songs of Stars and Shadows" (1977) / "Songs the Dead Men Sing" (1983) |
| 10 | "Y siete veces digo: al hombre no matarás" | 1975 | "Songs of Stars and Shadows" (1977) / "Nómadas nocturnos" (1985)                                |
| 11 | "La ciudad de piedra"                      | 1977 | "Los reyes de la arena" (1981)                                                                  |
| 12 | "Hieles de tierra"                         | 1977 | "Los reyes de la arena" (1981)                                                                  |
| 13 | "El camino de la cruz y el dragón"         | 1979 | "Los reyes de la arena" (1981)                                                                  |

Los herederos de las tortugas
| #  | Título                                   | Año  | Publicación previa                                                   |
| -- | ---------------------------------------- | ---- | -------------------------------------------------------------------- |
| 14 | "Las canciones solitarias de Laren Dorr" | 1976 | "Songs of Stars and Shadows" (1977) / "Retratos de sus hijos" (1987) |
| 15 | "El dragón de hielo"                     | 1980 | "Retratos de sus hijos" (1987)                                       |
| 16 | "En las tierras perdidas"                | 1982 | "Retratos de sus hijos" (1987)                                       |

#### Híbridos y engendros
| #  | Título                          | Año  | Publicación previa                                                |
| -- | ------------------------------- | ---- | ----------------------------------------------------------------- |
| 17 | "El hombre de la casa de carne" | 1976 | "Songs the Dead Men Sing" (1983)                                  |
| 18 | "Recuerdos de Melody"           | 1981 | "Songs the Dead Men Sing" (1983)                                  |
| 19 | ""Los reyes de la arena"        | 1979 | "Los reyes de la arena" (1981) / "Songs the Dead Men Sing" (1983) |
| 20 | "Nómadas nocturnos"             | 1980 | "Songs the Dead Men Sing" (1983) / "Nómadas nocturnos" (1985)     |
| 21 | "El tratamiento del mono"       | 1983 | "Songs the Dead Men Sing" (1983)                                  |
| 22 | "El hombre con forma de pera"   | 1987 | no recopilado previamente                                         |

Una pizca de Tuf
Esta sección contiene dos historias del mercante espacial Haviland Tuf y sus encuentros con varias civilizaciones.
| #  | Título                 | Año  | Publicación previa         |
| -- | ---------------------- | ---- | -------------------------- |
| 23 | "Una bestia para Norn" | 1976 | "Los viajes de Tuf" (1986) |
| 24 | "Guardianes"           | 1981 | "Los viajes de Tuf" (1986) |

Cantos de sirena de Hollywood
Esta sección contiene dos guiones de televisión escritos por Martin. El primero es un episodio de The Twilight Zone (conocida en Latinoamérica como La dimensión desconocida y en España como Más allá de los límites de la realidad), el segundo es el primer episodio de una serie de ciencia ficción para la que fue filmado un piloto pero no obtuvo luz verde para ser emitida.
| #  | Título                                                | Año  |
| -- | ----------------------------------------------------- | ---- |
| 25 | "La dimensión desconocida: El camino menos transitado | 1986 |
| 26 | "Puertas"                                             | 1993 |

#### Un corazón atribulado
Barajando las Wild Cards
Esta sección contiene dos de las contribuciones de Martin al universo compartido de  Wild Cards.
| #  | Title                          | Year |
| -- | ------------------------------ | ---- |
| 27 | "En el caparazón"              | 1987 |
| 28 | "Del diario de Xavier Desmond" | 1988 |

Un corazón atribulado
| #  | Título                  | Año  | Publicación previa                                                               |
| -- | ----------------------- | ---- | -------------------------------------------------------------------------------- |
| 29 | "Asedio"                | 1985 | "Retratos de sus hijos" (1987)                                                   |
| 30 | "Tráfico de piel"       | 1988 | "Quartet" (2001)                                                                 |
| 31 | "Variantes sin salida"  | 1982 | "Retratos de sus hijos" (1987)                                                   |
| 32 | "La flor de cristal"    | 1986 | "Retratos de sus hijos" (1987)                                                   |
| 33 | "El caballero errante"  | 1998 | "Legends I" (1998) / posteriormente en "El caballero de los siete reinos" (2015) |
| 34 | "Retratos de sus hijos" | 1985 | "Retratos de sus hijos" (1987)                                                   |